# Peißen, Saale
Peißen là một đô thị thuộc huyện Saalekreis, bang Saxony-Anhalt, Đức.